# 1957 у футболі
Нижче наведені футбольні події 1957 року у всьому світі.

## Події
- Відбувся перший кубок африканських націй, перемогу на якому здобула збірна Єгипту.

## Засновані клуби
- Брисбен Роар (Австралія)
- Кроація Сесвете (Хорватія)

## Національні чемпіони
- Англія: Манчестер Юнайтед
- Аргентина: Рівер Плейт
- Італія: Мілан
- Іспанія: Реал Мадрид
- Нідерланди: Аякс (Амстердам)
- Парагвай: Олімпія (Асунсьйон)
- ФРН: Боруссія (Дортмунд)
- Швеція: Норрчепінг